# Nicolas Wimmer
Nicolas Wimmer (15 marzo 1995) è un calciatore austriaco, difensore del Wolfsberger.

## Carriera
Cresciuto nel settore giovanile di DSG Union Pichling, LASK Linz e Ried, nel 2012 viene acquistato dal Donau Linz, dove gioca per quattro stagioni. Nel 2016 si trasferisce al Vorwärts Steyr, in terza divisione, ottenendo anche una promozione in seconda divisione. Nel febbraio 2021 viene acquistato dal Blau-Weiß Linz, con il quale al termine della stagione, vince il campionato di seconda divisione. Il 30 giugno successivo viene ingaggiato dall'Austria Klagenfurt, con cui esordisce in Bundesliga il 25 luglio seguente, in occasione dell'incontro pareggiato per 1-1 contro il Wolfsberger.

## Statistiche

### Presenze e reti nei club
Statistiche aggiornate all'8 agosto 2022.
| Stagione              | Squadra               | Campionato            | Campionato | Campionato | Coppe nazionali | Coppe nazionali | Coppe nazionali | Coppe continentali | Coppe continentali | Coppe continentali | Altre coppe | Altre coppe | Altre coppe | Totale | Totale |
| Stagione              | Squadra               | Comp                  | Pres       | Reti       | Comp            | Pres            | Reti            | Comp               | Pres               | Reti               | Comp        | Pres        | Reti        | Pres   | Reti   |
| --------------------- | --------------------- | --------------------- | ---------- | ---------- | --------------- | --------------- | --------------- | ------------------ | ------------------ | ------------------ | ----------- | ----------- | ----------- | ------ | ------ |
| 2016-2017             | Vorwärts Steyr        | RL                    | 29         | 6          | CA              | 1               | 0               |                    | -                  | -                  |             | -           | -           | 30     | 6      |
| 2017-2018             | Vorwärts Steyr        | RL                    | 30         | 4          | CA              | 1               | 0               |                    | -                  | -                  |             | -           | -           | 31     | 4      |
| 2018-2019             | Vorwärts Steyr        | 1L                    | 11         | 0          | CA              | 2               | 0               |                    | -                  | -                  |             | -           | -           | 13     | 0      |
| 2019-2020             | Vorwärts Steyr        | 1L                    | 8          | 0          | CA              | 2               | 0               |                    | -                  | -                  |             | -           | -           | 10     | 0      |
| 2020-feb. 2021        | Vorwärts Steyr        | 1L                    | 11         | 1          | CA              | 2               | 0               |                    | -                  | -                  |             | -           | -           | 13     | 1      |
| Totale Vorwärts Steyr | Totale Vorwärts Steyr | Totale Vorwärts Steyr | 89         | 11         |                 | 8               | 0               |                    | -                  | -                  |             | -           | -           | 97     | 11     |
| feb.-giu. 2021        | Blau-Weiß Linz        | 1L                    | 17         | 4          | CA              | -               | -               |                    | -                  | -                  |             | -           | -           | 17     | 4      |
| 2021-2022             | Austria Klagenfurt    | BL                    | 22         | 0          | CA              | 4               | 0               |                    | -                  | -                  |             | -           | -           | 26     | 0      |
| 2022-2023             | Austria Klagenfurt    | BL                    | 3          | 1          | CA              | 1               | 0               |                    | -                  | -                  |             | -           | -           | 4      | 1      |
| Totale carriera       | Totale carriera       | Totale carriera       | 131        | 16         |                 | 13              | 0               |                    | -                  | -                  |             | -           | -           | 144    | 16     |

## Palmarès

### Club

#### Competizioni nazionali
- 2. Liga: 1

Blau-Weiß Linz: 2020-2021
- Coppa d'Austria: 1

Wolfsberger: 2024-2025